# Louis Alexandre Berthier
Louis Alexandre Berthier (Versailles, 20 novembre 1753 – Bamberga, 1º giugno 1815) è stato un generale francese, Maresciallo dell'Impero, I principe di Wagram, principe sovrano di Neuchâtel e di Valangin.

## Biografia

### Infanzia
Alexandre nacque a Versailles dal Tenente colonnello Jean Baptiste Berthier (1721 – 1804) un ufficiale nel Corpo degli Ingegneri Topografico e la prima moglie Marie Françoise L'Huillier de La Serre (sposata nel 1746). Era il maggiore di cinque figli con i tre fratelli che prestarono anch'essi servizio nell'esercito francese, due diventarono generali durante le Guerre napoleoniche.

### Carriera militare
Fu iniziato alla carriera militare dal padre, ufficiale del corpo del Genio sotto Luigi XVI, ed entrò nell'esercito a diciassette anni servendo nel medesimo corpo. Nel 1773 si spostò in Nord America e ne ritornò nel 1783 col grado di colonnello; nel 1789 divenne maggior-generale.
Durante la Rivoluzione Berthier ricoprì il ruolo di comandante della Guardia nazionale a Versailles e aiutò in qualche modo la fuga delle sorelle di Luigi XVI.
Nella guerra del 1792 comandò lo Stato Maggiore del generale Luckner, poi del La Fayette. Sospeso dal servizio a seguito del passaggio del La Fayette agli austriaci, fu autorizzato ad arruolarsi come volontario nell'armata dell'Ovest nel maggio 1793 e si distinse nelle Argonne sotto Doumoriez e Kellermann. Servì anche nella guerra vandeana fra il 1793 e nel 1795 fu reintegrato nel suo grado e proclamato capo di Stato Maggiore dell'armata d'Italia, di cui Bonaparte aveva da poco avuto il comando. Le sue capacità di lavoro, accuratezza e velocità di comprensione, combinate con la sua esperienza, lo fecero diventare il perfetto subalterno: fu il migliore assistente di Napoleone per il resto della sua carriera.
Seguì Napoleone durante la campagna d'Italia del 1796, e gli fu assegnata l'armata in seguito al trattato di Campoformio e alla spedizione del generale corso verso l’Egitto. Il 9 dicembre 1797 occupò Roma, esautorò papa Pio VI ed il 15 febbraio dell'anno dopo proclamò la Repubblica Romana. Nominato nel marzo 1798 capo di stato maggiore dell'armata d'Inghilterra, passò subito dopo all'armata d'Oriente e si ricongiunse con Bonaparte in Egitto.
Diede assistenza durante il colpo di Stato del 18 brumaio (10 novembre 1799) e divenne ministro della guerra dall'11 novembre 1799 al 4 aprile 1800. Nella campagna d'Italia del 1800, nel corso della battaglia di Marengo fu messo a capo dell'Armata di riserva, ma agì comunque da capo di Stato Maggiore. Berthier si dimostrò un perfetto organizzatore nell'attraversamento delle Alpi e fu ferito a un braccio durante la battaglia di Marengo.
Quando Napoleone divenne imperatore, Berthier fu nominato primo maresciallo dell'impero e Gran Cacciatore. Prese parte alle battaglie di Austerlitz, Jena e Friedland e fu poi nominato prima duca di Valengin nel 1806, poi principe sovrano di Neuchâtel nel 1807.
Prese parte alla guerra in Spagna nel 1808, e in Austria nel 1809, dopodiché divenne principe di Wagram. Servì, sempre come capo di Stato Maggiore, anche in Russia (1812), in Germania (1813) e in Francia (1814), fino alla caduta dell'impero.

### Ultimi anni e morte
Durante l'esilio di Napoleone si ritirò nei propri possedimenti, anche se accompagnò il nuovo re Luigi XVIII nella sua solenne entrata a Parigi. Non si sa bene come reagì Berthier alla notizia della fuga di Napoleone dall'Elba, comunque è certo che si ritirò nel suo castello di Bamberga, in Baviera, dove morì il 1º giugno 1815 cadendo da una finestra del terzo piano.
Le circostanze della sua morte sono sconosciute. La teoria più accettata è quella di una caduta accidentale, anche se c'è chi sospetta che gli si volesse impedire di ricongiungersi con Napoleone. La storiografia moderna peraltro tende ad escludere il suicidio.

## Ruolo nell'esercito napoleonico
Nonostante i numerosi anni di servizio militare, Berthier non eccelleva come comandante. Anzi, nelle poche volte in cui fu affidato a lui il comando, si sincerò che Napoleone tornasse il prima possibile a riprendere il suo posto, consapevole dei propri limiti. Ad esempio, nel 1809, quando posto momentaneamente a capo dell'esercito francese, non si accorse della minaccia che incombeva sul Corpo del maresciallo Davout, che rischiò di essere accerchiato e distrutto dagli austriaci.
Si dimostrò essere un efficientissimo Capo di Stato Maggiore. La sua esperienza pluriennale e le sue ottime doti di amministratore lo resero quasi indispensabile per Napoleone, che fece uso delle sue abilità in tutte le campagne militari, con l'eccezione dell'ultima. Berthier era capace di intendere alla perfezione gli ordini di Napoleone e a comunicarli nei più minuziosi dettagli.
Lo stesso Napoleone, dopo la sua sconfitta a Waterloo, ripeté più volte che Berthier era insostituibile e che con lui a Waterloo, le cose sarebbero andate diversamente. Infatti, Soult, scelto da Napoleone come sostituto di Berthier, si dimostrò poco efficiente in tale ruolo e l'esito della battaglia fu fortemente influenzato da ciò.

## Matrimonio e figli
Il 9 marzo 1808 Berthier sposò la Duchessa Maria Elisabetta in Baviera (Landshut, 5 maggio 1784 – Parigi, 1º giugno 1849), unica figlia femmina del Duca Guglielmo in Baviera e della Contessa Palatina Maria Anna di Zweibrücken-Birkenfeld sorella di Re Massimiliano I Giuseppe di Baviera. Ebbero un figlio maschio e due femmine:
- Napoléon Alexandre, II principe de Wagram (11 settembre 1810 – 10 febbraio 1887) con figli, la linea maschile si è estinta nel 1918
- Caroline-Joséphine (22 agosto 1812 – 1905)
- Marie-Anne (19 febbraio 1816 – 23 luglio 1878)